# Bodziszek błotny
Bodziszek błotny (Geranium palustre L.) – gatunek rośliny wieloletniej z rodziny bodziszkowatych. Występuje w całej niemal Europie oraz na Kaukazie i w Turcji. W Polsce jest rozpowszechniony na całym obszarze.

## Morfologia

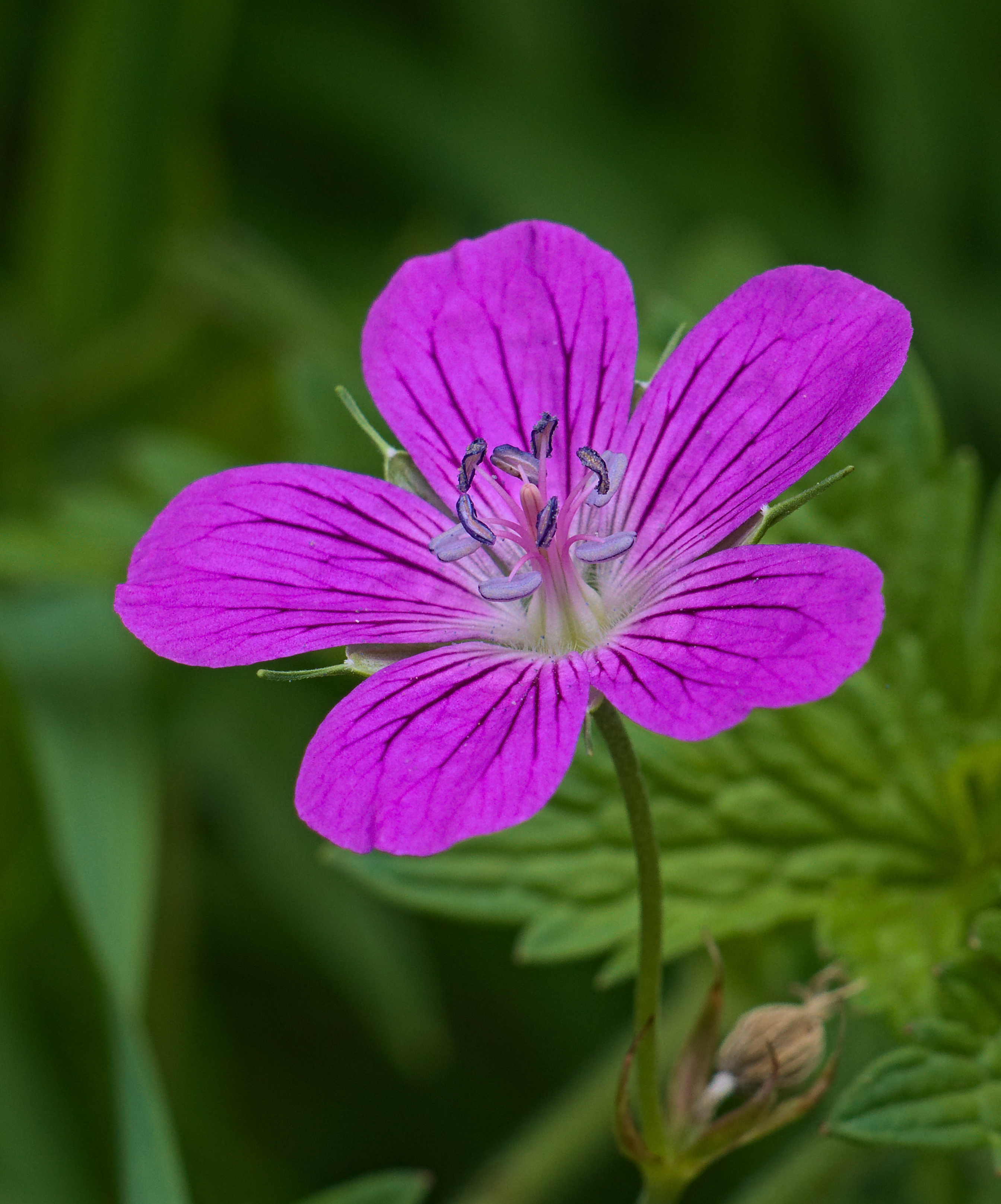
Kwiat

PokrójRoślina zielna o wysokości 60 cm, tworząca kępy. Zewnętrznie bardzo podobna do bodziszka łąkowego, przeważnie mniejsza od niego. Nie posiada też włosków gruczołowych, lecz pokryta jest szczeciniastymi, zwróconymi w dół i przylegającymi włoskami.
ŁodygaPodnosząca się, rozgałęziona od nasady, owłosiona szorstko i ulistniona.
LiścieLiście dłoniasto 3–7 – dzielne, o szerokich i ząbkowanych odcinkach. Posiadają w nasadzie dwa, zrośnięte ze sobą przylistki.
KwiatyWyrastają po dwa na szczycie łodygi na długich szypułkach. Są to kwiaty promieniste o średnicy do 3,5 cm o czerwonopurpurowych, nieznacznie wyciętych płatkach korony znacznie dłuższych od działek kielicha. Po przekwitnięciu płatki zmieniają kolor na niebieskoczerwony. Wyrastają na owłosionych i wzniesionych do góry szypułkach, które po przekwitnięciu zwisają w dół. W trakcie dojrzewania owocu zwisająca w dół szypułka znów wyprostowuje się. Wewnątrz kwiatu jeden słupek z wydłużoną szyjką i 5-dzielnym znamieniem oraz 10 pręcików w dwóch okółkach. Miodniki znajdują się u nasady pręcików zewnętrznego okółka.
Owoc5-dzielna rozłupnia.

## Biologia i ekologia
Bylina, hemikryptofit. Porasta wilgotne łąki, zarośla, przydroża, rowy. W górach występuje po regiel dolny. W klasyfikacji zbiorowisk roślinnych gatunek charakterystyczny dla związku (All.) Filipendulion, Ass. Filipendulo-Geranietum. Kwiaty przedprątne, owadopylne, roślina kwitnie od czerwca do września. Roślina samosiewna. Po dojrzeniu nasion ości poszczególnych pięciu owocolistków budujących rozłupnię gwałtownie wyprostowują się do góry, wyrzucając gładkie rozłupki.